# Jorge Anckermann
Jorge Anckermann (Havana, 22 de março de 1877 - 3 de fevereiro de 1941) foi um pianista e compositor cubano.
Começou na música aos 8 anos de idade e em 1892 foi para o México, tornando-se diretor musical em vários teatros mexicanos. Jorge compos grande sucessos em boleros castelhanos.